# Bakșa, Bilopillea
Bakșa (în ucraineană Бакша) este un sat în așezarea urbană Uleanivka din raionul Bilopillea, regiunea Sumî, Ucraina.

## Demografie
Componența lingvistică a localității Bakșa
     Ucraineană (98,31%)
     Rusă (1,69%)
Conform recensământului din 2001, majoritatea populației localității Bakșa era vorbitoare de ucraineană (98,31%), existând în minoritate și vorbitori de rusă (1,69%).